# Slaton
Slaton – miasto w Stanach Zjednoczonych, w stanie Teksas, w hrabstwie Lubbock.
Powstało dla potrzeb przechodzącej przez ten obszar kolei, a prawa miejskie uzyskało 26 października 1923 roku.

## Demografia
Według przeprowadzonego przez United States Census Bureau spisu powszechnego w 2010 roku miasto liczyło 6 121 mieszkańców. Natomiast skład etniczny w mieście wyglądał następująco: Biali 74,4%, Afroamerykanie 6,4%, Azjaci 0,2%, pozostali 19,0%.